# Stabeisen
Als Stabeisen werden Schmiedeeisen in Stabform, auch Eisen- oder Stahlstangen von gleichmäßigem Querschnitt, bezeichnet. Heute werden derartige Langprodukte meist durch maschinelles Walzen gefertigt.